# دوغ أرمسترونغ (يوتيوبي)
دوغ أرمسترونغ (بالإنجليزية: Doug Armstrong)‏ هو يوتيوبي بريطاني، ولد في 22 مايو 1992 في ساسكس في المملكة المتحدة.